# Cefpirome
Le cefpirome est une molécule antibiotique de la classe des céphalosporines de 4e génération.

## Mode d'action
Le cefpirome inhibe la PLP, enzyme permettant la synthèse du peptidoglycane bactérien.